# Срби у земљама Бенелукса
Срби у земљама Бенелукса су људи српског порекла који живе и раде у земљама Бенелукса.

## Срби у Белгији
Срби су у Белгију пристизали као ратни емигранти и као радни мигранти. Када је из Краљевине СХС 1925. године у Европу кренуо већи талас економских миграната, један број житеља Лике, Босне, Далмације, Србије и Црне Горе се упутио и у земље Бенелукса. У статистици предратне Југославије забележено је да је тада Белгија имала око 6.000 југословенских радника. Половина њих је радила на простору између Масмехелена (Ејсдена) и Херстала. Највећа југословенска колонија у Белгији двадесетих година 20. века била је у Серену, провинција Лијеж, јер су ту око басена рудника биле концентрисане многе фабрике. Међу досељеницима, највише је било Словенаца, а потом Срба. Према белгијској процени 1932. године, у државама Бенелукса, када је миграција завршена, било је 12.000 Југословена. 
Велики број српских исељеника у Белгији, између два рата, био је национално и политички неактиван, јер су веровали у брзи повратак у отаџбину. До њихове политизације долази између 1930. и 1934. године, када из САД, због економске кризе, а потом из Немачке због нацизма и Југославије због диктатуре, долази велики број припадника напредних снага. У једном од извештаја Генералног конзулата Краљевине Југославије забележено је да је у генералном штрајку рудара 1933. године учествовало 20.000 Југословена. Највише заслуга за то је имала КПЈ, која је деловала у Белгији под називом Савез револуционарних радника и сељака из Југославије и издавала лист "Глас исељеника". Тада су у Белгији још штампани "Билтен југословенских радника", "Борбени радник", "Исељеник", "Слога радника и сељака" у Бриселу, а у Серену "Мали лист". Под њиховим утицајем је у шпански грађански рат отишао 191, углавном, српски рудар, а када је избио Други светски рат многи од њих су постали чланови белгијског Покрета отпора.
После 1945. године дошло је, према подацима амбасаде СФРЈ, 2.000 српских емиграната. Други талас шездесетих и седамдесетих година преселио је у Белгију још око 3.000 Срба. Како је Белгија 1974. затворила своје границе за радну снагу, прилив емиграната се смањио. Према подацима из 1989. године у Белгији је било 5.537 грађана СФРЈ, а према проценама око 80% њих је из Србије и Црне Горе.
Православни Срби у земљама Бенелукса имају своје црквене општине и парохије које припадају Западноевропској епархији Српске православне цркве.

## Срби у Холандији
Први српски досељеници у Холандију су стигли пред избијање Првог светског рата, а нови већ 1925. године, када је било у Холандији 4.000 Југословена, углавном насељених у јужне рударске крајеве. После Другог светског рата, нарочито шездесетих година стигла је друга већа група коју је седамдесетих увећао талас привредних заступника из СФРЈ. Међу њима половина је била српског порекла.
Крајем осамдесетих година југословенску колонију су чинила 22 клуба, док их је деведесетих било 18, али су већином били пасивни у свом раду. Српска заједница је током деведесетих била активна највише на медијском плану. У Тилбургу је основан Српски информативни центар, чији је утемељивач Јован Грбић, док је у Ротердаму покренут "Независни српски гласник", који је основало Српско пријатељско друштво. Ове две организације су биле удружене у Фондацију истине о Србији, која је водила медијску битку са холандским редакцијама и јавно протестовала и захтевала укидање санкција према СРЈ.
Према статистичким подацима, почетком 1993. године у Холандији је било 21.569 лица рођених у бившој Југославији, од којих је 5.556 холандских држављана. Срби су, углавном, концентрисани у Ротердаму и Амстердаму.

## Срби у Луксембургу
Срби су долазили у Луксембург још почетком 20. века, али не у великом броју. Од 1999. године у Луксембургу ради Српски културни клуб са допунским школама за децу. Према проценама број Срба је од 3.000 до 7.000.

## Познате личности
- Марко Вејиновић, фудбалер
- Ден Гаџурић, кошаркаш
- Драгиша Гудељ, фудбалер
- Немања Гудељ, фудбалер
- Ришаиро Живковић, фудбалер
- Дени Милошевић, фудбалер
- Ирена Пантелић, такмичарка Холандије на избору за Мис Света 2001.
- Миле Свилар, фудбалер
- Игор Сијслинг, тенисер
- Драган Бакема, глумац
- Кристина Божиловић, ТВ водитељка